# Нидерросбах
Нидерросбах (нем. Niederroßbach) — община в Германии, в земле Рейнланд-Пфальц. 
Входит в состав района Вестервальд. Подчиняется управлению Реннерод.  Население составляет 792 человека (на 31 декабря 2010 года). Занимает площадь 4,39 км².